# Катран високошипий
Катран високошипий (Squalus altipinnis) — акула з роду Катран родини Катранові. Інша назва «західний високоплавцевий катран».

## Опис
Загальна довжина досягає 59-60 см. Голова подовжена. Її довжина у 4,4-4,7 рази більше довжини ока. Морда коротка, трохи загострена. Відстань між очима у 1,5 рази менше відстані від ока до кінчика морди. Носові сильно роздвоєні. Рот широкий, зігнутий, в кутах, на верхній губі присутні невеликі губні борозни. У неї 5 пар зябрових щілин. Висота 5 зябрової щілини дорівнює 2,2-2,5% довжини тіла. Тулуб стрункий, обтічний. Грудні плавці широкі. Має 2 спинних плавця. Перший спинний плавець наділений вертикальним заднім краєм та помірно високим шипом перед плавцем. Задній плавець — глибокий увігнутий задній край. Його шип зігнутий, з широкою основою й досягає висоти плавця. Осьовий скелет налічує 114–120 хребців. Ширина в області черева складає до 10,6% довжина тіла акули. Хвостовий плавець має велику верхню лопать й слабко розвинену нижню. Анальний плавець відсутній.
Забарвлення спини темно-сіре. Черево має світліший відтінок. У хвостового плавця є світла облямівка по задньому краю.

## Спосіб життя
Тримається на глибинах між 220 та 510 м, біля шельфової зони материка, лагун. Доволі активна акула. Полює переважно біля дна, є бентофагом. Живиться ракоподібними, морськими черв'яками, головоногими молюсками, дрібною костистою рибою.
Це яйцеживородна акула.

## Розповсюдження
Мешкає в акваторії біля північно-західного узбережжя Австралії — трьох атолів Роулі Шоалз.